# 新塞利夫卡 (諾夫霍羅德-錫韋爾斯基區)
52°20′32″N 33°20′0″E / 52.34222°N 33.33333°E
新塞利夫卡（烏克蘭語：Новоселівка）是位於烏克蘭北部的村莊，由切爾尼戈夫州裡諾夫霍羅德-錫韋爾斯基區的諾夫霍羅德-錫韋爾斯基市鎮負責管轄。該村始建於1600年，面積0.18平方公里，海拔高度128米，2001年人口29，人口密度每平方公里161.1人。